# Moses Ogbu
Moses Orwohicho Ogbu (Osogbo, 7 febbraio 1991) è un calciatore nigeriano, attaccante del Nanjing Chengshi.

## Carriera

### Club
Cresciuto in Nigeria, Ogbu è approdato in Svezia nel febbraio 2009, quando ha svolto un provino con la squadra Under-21 del Djurgården, con cui ha giocato alcune partite sempre a livello giovanile. Nel corso dello stesso anno solare ha giocato anche nella quinta serie svedese con il Gimo IF.

#### Inizi in Svezia
Nell'ottobre 2009 si è aggregato in prova al Sirius, squadra che di lì a qualche giorno sarebbe retrocessa in Division 1, convincendo la dirigenza ad ingaggiarlo per la stagione successiva. Particolarmente prolifica è stata la stagione 2013, quando si è laureato capo cannoniere del campionato di Division 1 Norra con i suoi 18 gol all'attivo, reti che hanno consentito al Sirius di essere promosso in Superettan. Al termine del campionato 2015 il Sirius aveva l'opportunità di salire in Allsvenskan, disputando un doppio spareggio contro il Falkenberg: Ogbu ha segnato una doppietta nel 2-2 casalingo della gara di andata, ma la promozione è sfumata con l'1-1 esterno della sfida di ritorno.

#### Prima volta in Allsvenskan
Il venticinquenne Ogbu ha iniziato poi la stagione 2016 allo Jönköpings Södra, appena promosso in Allsvenskan. Qui Ogbu ha potuto collezionare le sue prime 12 presenze personali nella massima serie svedese senza però riuscire a segnare, complice anche il ridotto spazio a disposizione concessogli dal tecnico Jimmy Thelin (3 partite da titolare e 9 da subentrante).

#### Ritorno al Sirius
Nella finestra estiva di mercato è tornato al Sirius in prestito, aiutando con tre reti la sua squadra a trovare quella promozione in Allsvenskan che era sfumata l'anno prima. Scaduto il prestito, Ogbu è comunque rimasto al Sirius a titolo definitivo, dato che il giocatore e lo Jönköpings Södra hanno deciso di comune accordo di optare per la rescissione contrattuale. Al termine dell'Allsvenskan 2018, da lui conclusa con 7 gol in 28 partite, ha scelto di voler intraprendere una nuova esperienza professionale non rinnovando il contratto con il Sirius in scadenza a fine anno.

#### Al-Ain
Nel febbraio 2019 ha firmato per l'Al-Ain, squadra saudita neopromossa nella seconda serie nazionale, da non confondere con l'omonimo club degli Emirati Arabi Uniti.

#### Grimsby Town
La sua permanenza in Medio Oriente è durata pochi mesi, nel giugno 2019 infatti si è trasferito nel campionato di Football League Two con un contratto annuale al Grimsby Town, allenato da Michael Jolley, tecnico che in precedenza aveva allenato in Svezia e che nel 2017 aveva perso una partita contro il Sirius proprio per via di un gol di Ogbu. Nel gennaio 2020 Ogbu ha rescisso consensualmente il proprio contratto con il club inglese, il quale due mesi prima aveva esonerato il tecnico Jolley.

#### Nuova parentesi in Svezia
Il 9 marzo 2020 Ogbu è tornato a far parte di una squadra svedese dopo aver firmato per un anno con il Mjällby, neopromosso in Allsvenskan. Dopo una prolifica stagione da 14 gol in 25 partite che lo ha visto essere il terzo miglior marcatore del campionato e che ha contribuito al sorprendente quinto posto in classifica del Mjällby, Ogbu ha deciso di non prolungare il suo contratto con i gialloneri, in scadenza a fine anno.

#### Wuhan San Zhen
Il 26 febbraio 2021 Ogbu è stato ufficialmente ingaggiato dal Wuhan San Zhen, squadra fondata nel 2017 e militante nella seconda serie cinese.

## Palmarès

### Club

#### Competizioni nazionali
- Superettan: 1

Sirius: 2016
- Division 1: 1

Sirius: 2013